# Cherlen (distrikt i Dornod)
Cherlen är ett distrikt i Mongoliet.   Det ligger i provinsen Dornod, i den östra delen av landet, 600 km öster om huvudstaden Ulaanbaatar.